# Gebakken banaan

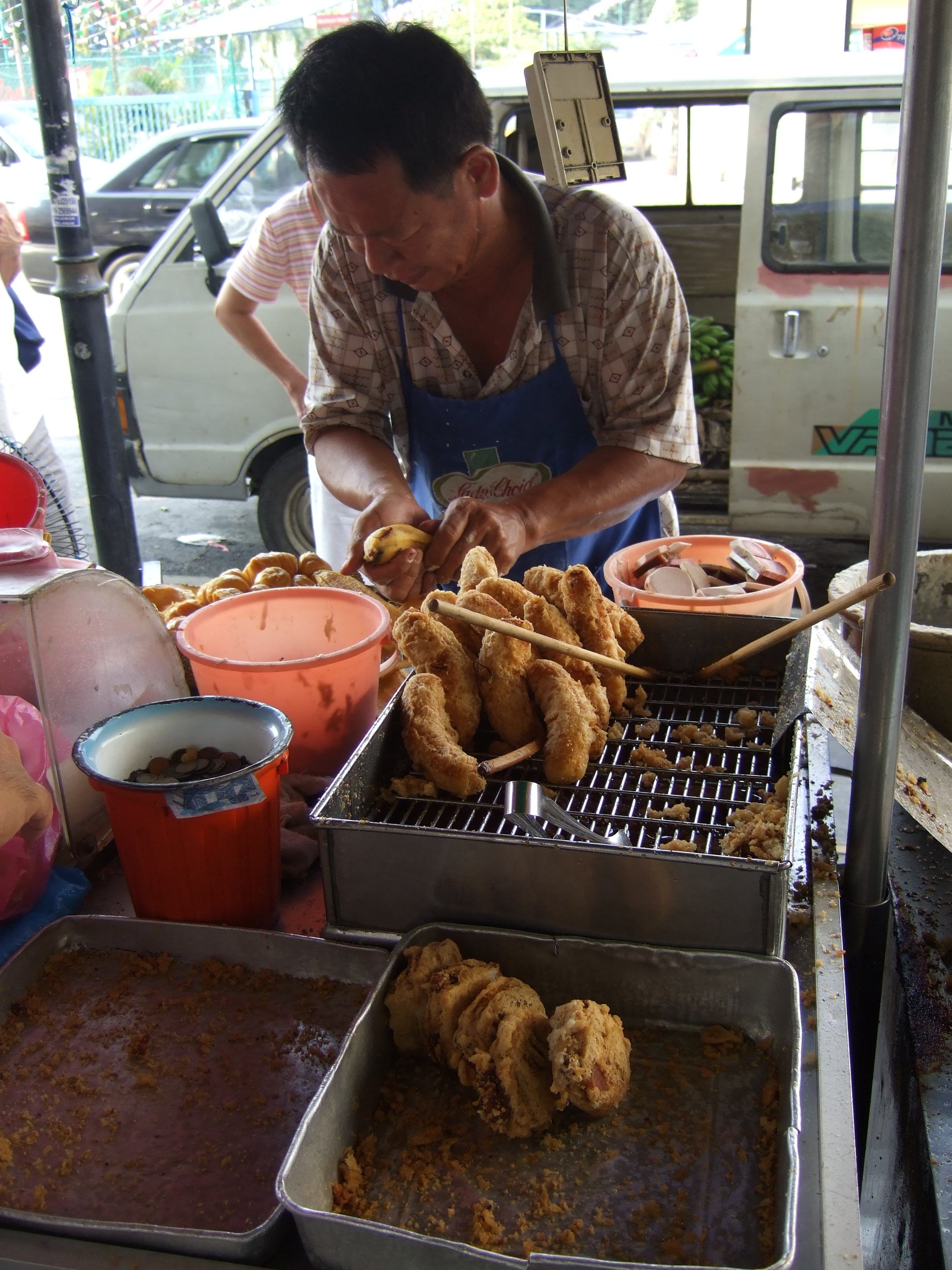
Een man die pisang goreng maakt

Gebakken banaan is een gerecht uit diverse culturen. Het kan op verschillende manieren bereid worden. 
In Nederland wordt een rijpe bakbanaan in zijn geheel - maar vaak ook over de lengte in tweeën gesneden -  gebakken. Hij kan dan als nagerecht worden opgediend, al dan niet geserveerd met slagroom, kaneel en/of suiker. Ook flamberen is mogelijk.
Bananen kunnen ook op de barbecue gebakken worden. Men legt de banaan dan op een blad aluminiumfolie, strooit er bruine kandijsuiker over, rolt de folie dicht en laat deze garen op de barbecue. 
In Suriname eet men bakabana, bakbanaan in deegbeslag gebakken, als snack. In de Indonesische keuken wordt gebakken banaan, soms ook als beignet, als bijgerecht bij de rijsttafel geserveerd. Het gerecht heet dan pisang goreng.